# منتخب فنلندا لاتحاد الرغبي
منتخب فنلندا الوطني لاتحاد الرغبي (بالفنلندية: Suomen rugby union -maajoukkue)‏ هو ممثل فنلندا الرسمي في المنافسات الدولية في اتحاد الرغبي .